# Bokor bázisközösség
A Bokor bázisközösség „katolikus gyökerű, a jézusi szereteteszményt képviselő emberek testvéri társasága, erkölcsi megújulási mozgalma” (2004-es önmeghatározásuk), tehát egy katolikus lelkiségi mozgalom. 

## Története
Bulányi György piarista szerzetes-tanár hívta létre a közösséget 1945-ben Debrecenben, egy Kolakovics nevű horvát jezsuita szerzetes kezdeményezésére. A közösségek elsődleges célja a keresztény hit, gondolkodás és gyakorlat átmentése volt a kommunista diktatúra és egyházüldözés idejében. 
A közösségi életet megtörte az 1952-es letartóztatási hullám, mely során sok csoportmunkát végző pap, szerzetes és laikus került börtönbe. A Bokor ma ismert – és folyamatosan alakuló –, önállóbb arculatát a 60-as évek második felében, az alapítónak a börtönből való kiszabadulását követően nyerte. Ekkor született meg a közösség eszmeiségét meghatározó, az evangéliumokban a Jézus ajkára adott mondatok elemzésére épülő, Keressétek az Isten Országát! (KIO) ötkötetes biblikus teológiai szintézis. A közösség összetartozásának máig alapja – és szinte egyetlen feltétele – a "KIO"-ban felvázolt jézusi örökséggel, az egycsúcsértékes Szeretet-Isten képpel és az ebből kikövetkeztetett etikával történő azonosulás.
A Bokor tagjai számára a hetvenes évek végén vált világossá, hogy a jézusi tanítás nem egyeztethető össze a másik életének elvételével – azaz a gyilkossággal –, ezért 1980-tól kezdve számosan megtagadták a katonai "szolgálatot", vállalva az így kapott 1-3 éves börtönbüntetést. A katonaságmegtagadást azonban nem csak az állam ítélte el, hanem a hivatalos katolikus egyház is. Vélhetően ez az ügy állt annak hátterében, hogy az állam jelentős nyomást gyakorolt az egyházi vezetésre, hogy az büntesse meg a Bokor bázisközösséget. A Magyar Katolikus Püspöki Kar Bulányi Györgytől 1982-ben megvonta a nyilvános misézés jogát, és a korlátozást csak vatikáni nyomásra, 1997-ben oldotta fel.

## Eszmeiség
A közösség eszmeisége szerint Isten lényege a szeretet, és a Szentháromság egy szeretetközösség. Isten az embereket a szeretetre teremtette. Az eszmeiség legfontosabb eleme: minden ember lelkében jelen van Isten üzenete, miszerint amit nem akarnád, hogy veled tegyenek, azt mással se tedd. Úgy hiszik, ezt betartva már a Földön megvalósulhat Isten Országa, a szeretet birodalma, ahol senki nem bánt senkit.
Szerintük Jézus tanításának is ez a lényege, amit egy hármas eszményben fogalmaznak meg: 
1. Aki szeret, az ad.
2. Aki szeret, az szolgál.
3. Aki szeret, az nem alkalmaz erőszakot [1]

### Alapítványok
- Harmadik Világ Alapítvány és Bokor Hazai Rászorulók Alapítvány
- Bokorliget Alapítvány

### Egyéb anyagok
- Máté-Tóth András: Bulányi György teológiája
- Zsumbera Árpád: A Bokor kisközösségi mozgalom és a pártállam ("Kváziellenzéki" mozgalom a Kádár-rendszerben)
- Bulányi György előadása az ellene hozott püspökkari ítélet titkos állami előkészítéséről